# Dpunkt.verlag

Logo

Der dpunkt.verlag ist ein deutscher Fachverlag mit Sitz in Heidelberg. Das Verlagsprogramm deckt unter anderem die Bereiche Software- und Webentwicklung, Administration und Sicherheit, Design und Fotografie ab. Weiterhin sind Titel zu Modellbau mit Lego im Programm zu finden. Der dpunkt.verlag ist auch als Druck- und Verlagsdienstleister tätig.

## Geschichte
Der dpunkt.verlag wurde im Januar 1995 von Gerhard Rossbach und Michael Barabas in Heidelberg als Fachverlag für digitale Technologie gegründet. Hauptgesellschafter war bis 1999 der Hüthig-Verlag. Erste Produkte kamen zur Buchmesse 1995 auf den Markt. Zentrales Thema war in der Anfangsphase das Internet und damit zusammenhängende Technologien und Programmiersprachen.
Zielgruppen waren Menschen, die sich in Ausbildung, Studium oder Beruf mit IT beschäftigen oder die digitale Technologien kreativ einsetzen (z. B. DTP). Zudem befand sich die Veranstaltung von Fachkongressen und Workshops von Beginn an im Fokus.
Nach einer wirtschaftlich schwierigen Anfangsphase kam es im Jahre 1999 zur Loslösung von Hüthig per Management-Buyout. Gerhard Rossbach und Michael Barabas führten den Verlag unabhängig bis 2001. Seit 2001 ist die Heise Gruppe beteiligt, seit 2. Januar 2002 mit 94 % als Hauptgesellschafter. Die Zusammenarbeit mit dem Heise-Verlag wurde in den Folgejahren intensiviert, unter anderem durch gemeinsame Buchreihen und Veranstaltungen.
Während in den Anfangsjahren noch Computing-Themen im Vordergrund standen, kamen seit etwa 2004 Publikationen zur digitalen Fotografie hinzu. Zu dieser Zeit entstand auch das Onlinemagazin fotoespresso. Seit 2010 erscheinen außerdem Bücher zu sogenannten Maker-Themen. 2011 wurde die Marke SmartBooks als Imprint des Verlags Titel für Apple-Nutzer und iOS-/OS-X-Programmierer übernommen. Seit 2015 wurde das Buchprogramm um Titel zum Zeichnen-Lernen erweitert.
Aktuell werden etwa 120 Neuerscheinungen pro Jahr publiziert, davon etwa ein Drittel zur Fotografie. Als Autoren sind beispielsweise Hanspeter Mössenböck, Klaus Schmeh und Harald Mante vertreten. Mittlerweile erscheinen fast alle neuen Titel auch als E-Book. Gemeinsam mit Heise Developer werden derzeit 15 jährliche Fachkongresse angeboten: building IoT, Continuous Lifecycle, ContainerConf, data2day, devSec, enterJS, Herbstcampus, enterPy, MacDev, betterCode, Minds Mastering Machines, storage2day, IIoT Conference, Machine Learning Essentials und DevOps Essentials.
Ende 2014 gab der Verlag bekannt, dass Übersetzungen von Microsoft Press exklusiv für den deutschen Buchmarkt herausgebracht werden. Im Juli 2015 übernahm der dpunkt.verlag das deutschsprachige Programm von O’Reilly. Seit 2015 wird das deutschsprachige O'Reilly-Programm mit Übersetzungen und Originalpublikationen weitergeführt. Im Jahre 2018 wurde das Label Polarise – Verlag für Trends gestartet, unter anderem mit Lebenshilfe- und Diätbüchern sowie einem TechThriller. Das Label wurde im Juli 2023 an Bedey & Thoms Media verkauft.
Im April 2025 wurde der Verlag mit dem ebenfalls zur Heise Gruppe gehörenden Rheinwerk Verlag verschmolzen. Während die etablierten Marken weiterhin erhalten bleiben sollen, werden organisatorische Strukturen zusammengeführt und beispielsweise der eigene Newsletter eingestellt.